# 富山北郵便局
富山北郵便局（とやまきたゆうびんきょく）は、富山県富山市にある郵便局。民営化前の分類では集配普通郵便局であった。

## 沿革
- 1872年8月4日（明治5年7月1日） - 岩瀬郵便取扱所として開設される[1][2]。
- 1873年（明治6年） - 岩瀬郵便役所（四等）となる[1]。
- 1875年（明治8年）1月1日 - 東岩瀬郵便局（四等）となる[1]。
- 1880年（明治13年）12月15日 - 為替の取扱を開始する[1][2]。
- 1881年（明治14年）7月11日 - 貯金の取扱を開始する[1][3]。
- 1882年（明治15年）5月1日 - 東岩瀬電信分局が設置され、電信の取扱を開始する[2][4][5]。
- 1886年（明治19年）4月16日 - 三等郵便局に昇格する[1]。
- 1887年（明治20年）3月26日 - 各電信分局は明治20年勅令第4号「逓信省官制」施行に伴い電信局と改めた旨告示される[6]。
- 1888年（明治21年）6月15日 - 東岩瀬電信局が二等電信局となる[7]。
- 1891年（明治24年）
  - 4月16日 - 電信為替の取扱を開始する[8]。
  - 5月16日 - 東岩瀬郵便局と東岩瀬電信局を合併し、東岩瀬郵便電信局（三等）となる[1][9]。
- 1893年（明治26年）7月1日 - 小包郵便の取扱を開始する[10]。
- 1903年（明治36年）4月1日 - 通信官署官制の施行に伴い東岩瀬郵便局となる[1]。
- 1906年（明治39年）
  - 1月1日 - 岩瀬郵便局と改称する[1][11]。
  - 12月1日 - 電話通話事務を開始する[2][12]。
- 1907年（明治40年）10月11日 - 特設電話加入の申込受理を開始する[13]。
- 1908年（明治41年）3月1日 - 電話交換業務を開始する[2][14]。また、電話加入者の託送電報（明治33年逓信省令第46号「電報規則」第75条に規定する電報）の取扱も行う[14]。
- 1941年（昭和16年）2月1日 - 通信官署官制改正により等級制を廃止する[15]。
- 1945年（昭和20年）4月6日 - 普通郵便局となる[16]。
- 1949年（昭和24年）
  - 3月31日 - 郵便局で取り扱う電話通話事務を除く電話業務を富山電話局に移管[17]。
  - 6月1日 - 岩瀬電報局を設置する[18]。
- 1950年（昭和25年）3月または4月 - 岩瀬大町において局舎を新築する[4][19]。
- 1954年（昭和29年）7月22日 - 旧計量法（昭和26年法律第207号）により計量器使用事業場に指定する[20]。
- 1956年（昭和31年）10月1日 - 電話通話および和文電報受付事務の取扱を開始する[21]。
- 1958年（昭和33年）
  - 6月1日 - 豊田簡易郵便局において簡易生命保険及び郵便年金の取扱を廃止し、その業務を承継する[22]。
  - 10月10日 - 電信為替の業務の一部を岩瀬電報局に移管する[23]。
  - 12月1日 - 富山電報局と岩瀬電報局を統合して富山電報電話局となり、従前の岩瀬電報局は富山電報電話局岩瀬分室となる[24]。
- 1972年（昭和47年）4月1日 - 富山電報電話局岩瀬分室を廃止し[25]、昭和33年郵政省告示第989号より富山電報電話局岩瀬分室を削除する[26]。
- 1977年（昭和52年）
  - 5月10日 - 新局舎の落成式[27]。
  - 5月16日 - 富山市岩瀬大町から同市森に局舎を移転するとともに、富山北郵便局に改称する[28]。同日、四方郵便局から集配業務を引継ぐ[29]。北陸地区の郵便局では初めての全館冷暖房付きの郵便局となった[30]。
- 1999年（平成11年） - 外国通貨の両替および旅行小切手の売買に関する業務取扱を開始する[31]。
- 2007年（平成19年）10月1日 - 民営化に伴い、併設された郵便事業富山北支店に一部業務を移管。
- 2012年（平成24年）10月1日 - 日本郵便株式会社発足に伴い、郵便事業富山北支店を富山北郵便局に統合。

## 取扱内容
- 郵便、印紙、ゆうパック、内容証明
- 貯金、為替、振替、振込、国際送金、外貨両替、国債、投資信託
- 生命保険、バイク自賠責保険、自動車保険、がん保険、引受条件緩和型医療保険
- ゆうちょ銀行ATM（管轄はゆうちょ銀行金沢支店）
- 「931-83xx」「931-84xx」「930-22xx」区域（富山市域の一部）の集配業務
- ゆうゆう窓口

## 周辺
- 富山県岩瀬スポーツ公園
- 富山県立富山北部高等学校
- 富山市立岩瀬中学校
- 富山市立萩浦小学校
- 北の森ショッピングセンター
- 不二越東富山事業所
- 神通川

## アクセス
- 富山地方鉄道富山港線 蓮町（馬場記念公園前）駅・萩浦小学校前駅から東へ900m（徒歩約14分）
- あいの風とやま鉄道線 東富山駅から西へ1.2km（徒歩約19分）
- 富山地鉄バス 中田・中田北口停留所下車（徒歩約13分）
- 富山地鉄バス・富山ライトレールフィーダーバス 昭和町停留所下車（徒歩約14分）
- 北陸自動車道 富山ICから北へ約11km
- 国道415号沿い
- 駐車場あり：18台